# Exorista rutilans
Exorista rutilans là một loài ruồi trong họ Tachinidae.